# Goran Huskić
Goran Huskić (in serbo Горан Хускић?; Belgrado, 26 marzo 1992) è un cestista serbo.

## Palmarès

### Squadra
- Basketball Champions League: 1

San Pablo Burgos: 2019-20

### Individuale
- Liga LEB MVP finali: 1

San Pablo Burgos: 2016-2017